# Tingwall

Lage des Civil Parish Tingwall auf den Shetlands

Tingwall ist eine Civil parish (Gemeinde) auf der Shetlandinsel Mainland. Das Zentrum liegt 3,5 km nördlich von Scalloway und 6,5 km westlich von Lerwick, dort befindet sich der Tingwall Airport. Die Civil parish Tingwall umfasst die Orte Veensgarth, Gott und auch die im südlichen Teil gelegene frühere Inselhauptstadt Scalloway, die bewohnte Insel Trondra sowie die ehemals bewohnten Inseln Hildasay, Langa, Linga und Oxna. 1891 wurden Civil parishes Whiteness im Westen und Weisdale im Norden eingegliedert. Bis 1701 gehörte auch das ursprüngliche Gebiet von Lerwick (ohne die späteren Erweiterungen von 1891: Burra (Inseln im Südwesten), Gulberwick und Quarff, die eigene Parishes waren) zur Parish Tingwall.

## Geschichte

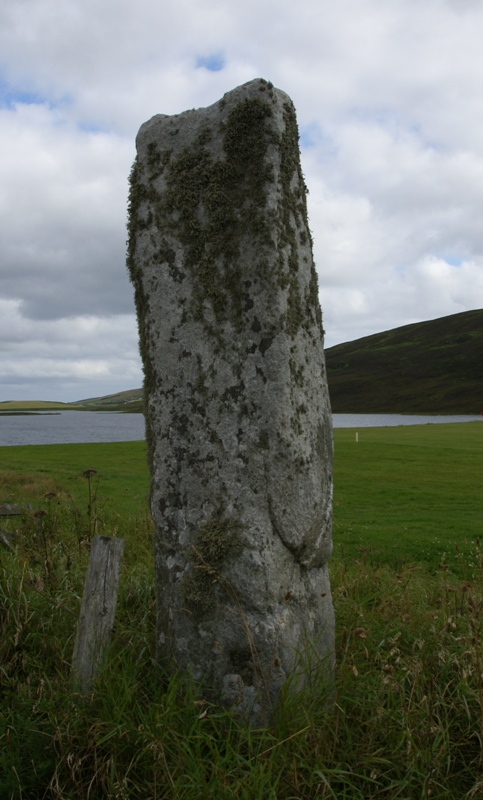
Menhir bei Tingwall

Die alte Thingstätte für Zentralmainland befand sich auf der Halbinsel Law Ting Holm im Tingwall Loch. Sie war Sitz der nordischen Verwaltung über die Shetland-Inseln.
Auf dem Friedhof der zwischen 1788 und 1790 erbauten, schlichten St. Magnus Church, einem unscheinbaren Bau vom Ende des 18. Jahrhunderts, liegen einige Gräber von Landadligen. Eines von ihnen konnte Anfang des 20. Jahrhunderts als Rest des Chores der Vorgängerkirche aus dem 11. Jahrhundert, die mit einem Rundturm versehen war, identifiziert werden. Ein Grabstein erinnert an Andrew Crawford, den Architekten des Earl’s Palace in Kirkwall auf Orkney. Er verstarb während der Bauarbeiten am Scalloway Castle im Jahre 1600.
Der Westen Mainlands ist reich an frühgeschichtlichen Fundplätzen. Hügelgräber und Reste von alten Kapellen und viele Steinäxte und Pfeilspitzen aus Feuerstein wurden gefunden.
Tingwall war Heimat der Schriftsteller:
- John J. Graham (1921–2008)[2]
und seines Bruders
- Lollie Graham (1924–2009)[3]

## Verkehr und Infrastruktur
Nördlich des Tingwall Loch liegt der Tingwall Airport (LWK). Von dort gibt es Flugverbindungen zwischen den Inseln, die von der Fluggesellschaft Directflight betrieben werden.

## Nachweise
1. ↑  Gazetteer for Scotland: Parish of Tingwall (History)
2. ↑  John J. Graham bei Shetland ForWirds
3. ↑  Laurence Graham bei Shetland ForWirds